# Chloroplasten-DNA
Fachsprachlich wird als Chloroplasten-DNA bzw. Plastiden-DNA, kurz ctDNA oder auch cpDNA, die doppelsträngige, zumeist zirkuläre DNA im Inneren (Stroma) von Chloroplasten (oder allgemeiner Plastiden) bezeichnet. Das Chloroplasten/Plastiden-Genom wird als Plastom bezeichnet. Bis auf wenige Ausnahmen enthalten Chloroplasten und andere Plastiden solche eigene DNA.
Der erste Nachweis von Plastiden-DNA erfolgte 1962.
1986 wurde erstmals ein Plastom sequenziert, als zwei japanische Forscherteams die Chloroplasten-DNA von Marchantia polymorpha (Brunnenlebermoos, Lebermoose) und Nicotiana tabacum (Tabak, Nachtschattengewächse) sequenzierten.
Seitdem wurden Hunderte von Chloroplasten-DNAs aus verschiedenen Spezies sequenziert. Meist handelt es sich dabei jedoch um Chloroplastida, d. h. Landpflanzen oder Grünalgen. Glaucophyten (Glaucophyta), Rotalgen (Rhodophyta syn. Rhodophyceae) und andere Algengruppen sind stark unterrepräsentiert.

## Molekulare Struktur

Genkarte von Chloroplasten-DNA von Tabak nach Wakasugi et al.
Segmente mit Etiketten an der Außenseite befinden sich am A-Strang, Segmente mit Etiketten an der Innenseite befinden sich am B-Strang. Segmente, die schmaler sind als die umgebenden (die Kerben), zeigen Introns an. Unbeschriftete blasse Segmente repräsentieren offene Leserahmen.

Bei den Chloroplastida (mit den Grünalgen und Landpflanzen) haben die Chloroplasten ihr gesamtes Genom gewöhnlich in einem einzigen großen DNA-Ring zusammengefasst,
der normalerweise 120.000–170.000 bp (Basenpaare) lang ist.
Die Konturlänge liegt bei etwa 30 bis 60 µm, die Masse bei etwa 80 bis 130 MDa (Millionen Dalton).
Obwohl die Chloroplasten-DNA normalerweise als zirkuläres Molekül angenommen wird, gibt es Hinweise darauf, dass sie – vor allem bei anderen Gruppen wie den erwähnten Glaucophyten oder Rotalgen – häufig eine lineare Form haben könnte.

### Gegenläufige Kopien (Inverted Repeats)
In den meisten photosynthetischen Organismen hat das Chloroplasten-Genom eine vierteilige Struktur. Hierbei handelt es sich um zwei gegenläufige Kopien (englisch inverted repeats), die einen langen Einzelkopie-Abschnitt (englisch long single copy section, LSC) von einem kurzen Einzelkopie-Abschnitt (englisch short single copy section, SSC) trennen.
Die Größen der drei unterschiedlichen DNA-Regionen kann von Spezies zu Spezies variieren bis hin zum vollständigen Verlust der kopierten Regionen. Die Inverted Repeats reichen in der Länge von 4 bis 25 kbp, mit jeweils nur vier bis zu über 150 Genen. Inverted Repeats in Pflanzen befinden sich eher am oberen Ende dieser Skala und sind jeweils 20 bis 25 kbp lang.
Unter den Landpflanzen sind die Inverted Repeats jedoch hoch konserviert und akkumulieren nur wenige Mutationen.
Ähnliche Inverted Repeats wie bei Grünalgen und Landpflanzen gibt es im Genom von Cyanobakterien und den beiden anderen Chloroplastenlinien (Glaucophyten und Rotalgen, s. u.), was darauf hindeutet, dass die Inverted Repeats älter sind als die Chloroplasten,
auch wenn einige Chloroplastenlinien diese Merkmale ihrer DNA seitdem verloren haben oder diese umgedreht haben (zurück zu direkten Wiederholungen).
Möglicherweise tragen die Inverted Repeats dazu bei, den Rest des Chloroplasten-Genoms zu stabilisieren: Chloroplasten-DNAs, die einige der Inverted Repeats verloren haben, neigen dazu sich umzuordnen (englisch DNA rearrangement).

### Nucleoide
Neue Chloroplasten können bis zu 100 Kopien ihrer DNA enthalten, auch wenn ihre Anzahl mit dem Alter der Chloroplasten auf etwa 15 bis 20 abnimmt.
Sie sind normalerweise wie bei Prokaryoten in Nucleoide (Kernäquivalente, hier: Chloroplasten-Nucleoide oder kurz cp-Nucleoide) verpackt, die mehrere identische Chloroplasten-DNA-Ringe enthalten können.
In jedem Chloroplasten finden sich zudem etliche solche Nucleoide.
Bei primitiven Rotalgen befinden sich die cp-Nucleoide im Zentrum des Chloroplasten, während bei grünen Pflanzen und Grünalgen die cp-Nucleoide im gesamten Stroma verteilt sind.
Die DNA von Chloroplasten, wie auch von Bakterien und Mitochondrien ist zwar nicht mit echten Histonen assoziiert (diese gibt es nur in den Zellkernen der Eukaryoten und in Vorstufen bei Archaeen). Das dichte Packen der DNA in ein Nucleoid wird bei diesen Gruppen durch Proteine bewerkstelligt, deren Funktion daher histonähnlich ist (d. h. analog zu Histonen). Diese sind HU in Bakterien, Abf2 in Mitochondrien und HC (Akronym für englisch histone-like protein of chloroplast) in den Chloroplasten von Rotalgen wie Cyanidioschyzon merolae (Cyanidiales).
Die histonähnlichen Proteine (HLPs, nach englisch histone like proteins) dieser drei Gruppen sind untereinander wiederum homolog, d. h., es wird ein gemeinsamer evolutionärer Ursprung der HLPs angenommen.

## DNA-Reparatur
In Chloroplasten des Kleinen Blasenmützenmooses (Physcomitrella patens) interagiert das DNA-Mismatch-Reparaturprotein (MMR-Protein) Msh1 mit den rekombinanten Reparaturproteinen RecA und RecG, um die Stabilität des Chloroplasten-Genoms zu erhalten.
In Chloroplasten der Pflanze Acker-Schmalwand (Arabidopsis thaliana) erhält das RecA-Protein die Integrität der Chloroplasten-DNA durch einen Prozess aufrecht, der wahrscheinlich die rekombinante Reparatur von DNA-Schäden beinhaltet.

## DNA-freie Plastiden
Im Jahr 2014 wurde sogar in der nicht photosynthetisch aktiven Grünalge Polytomella (Chlamydomonadales, syn. Volvocales) ein Plastid ohne Genom gefunden. Offenbar können Chloroplasten/Plastiden durch endosymbiotischen Gentransfer ihr gesamtes Genom verlieren.